# هاري داغت
هاري داغت هو سياسي أمريكي، ولد في 25 فبراير 1857، وتوفي في 14 يوليو 1933. نشط حزبياً في الحزب الجمهوري. وقد انتخب عضو مجلس ولاية ويسكونسن ‏.